# Орта-Мамай № 1
Орта-Мамай № 1 ( укр. Орта-Мамай № 1, крымскотат. 1-ncı Orta Mamay, 1-ныджы Орта Мамай)— исчезнувшее село в Сакском районе Республики Крым (согласно административно-территориальному делению Украины — Автономной Республики Крым), располагавшееся на севере района, в степной части Крыма, примерно в 1 километре северо-западнее современного села Вересаево.

## История
удя по имеющимся данным,  селение образовалось в 1910-х годах, поскольку впервые в доступных источниках встречается в Статистическом справочнике Таврической губернии 1915 года, согласно которому, в Сакской волости Евпаторийского уезда в посёлке Орта-Мамай № 1 числилось 13 дворов (все дворы с землёй) с русскими жителями в количестве 8 человек приписного населения и 114 — «постороннего», из которых 56 мужчин и 66 женщин. Жители владели 320 десятинами удобной земли. В хозяйствах имелось 42 лошадей, - волов, 6 коров и 13 голов мелкого скота.
После установления в Крыму Советской власти, по постановлению Крымревкома от 8 января 1921 года № 206 «Об изменении административных границ» была упразднена волостная система и село вошло в состав Евпаторийского района Евпаторийского уезда, а в 1922 году уезды получили название округов. 11 октября 1923 года, согласно постановлению ВЦИК, в административное деление Крымской АССР были внесены изменения, в результате которых округа были отменены и произошло укрупнение районов — территорию округа включили в Евпаторийский район. Согласно Списку населённых пунктов Крымской АССР по Всесоюзной переписи 17 декабря 1926 года, в селе Орта-Мамай № 1, Богайского сельсовета Евпаторийского района,  4 двора, все крестьянские, население составляло 23 человека, из них 19 украинцев и 4 русских. В дальнейшем в доступных исторических документах не встречается.